# Калиновская (Шенкурский район)
Калиновская — деревня в Шенкурском районе Архангельской области. Входит в состав муниципального образования «Верхопаденьгское».

## География
Деревня расположена в южной части Архангельской области, в таёжной зоне, в пределах северной части Русской равнины, в 71 километрах на юг от города Шенкурска, на левом берегу реки Паденьга, притока Ваги. Ближайшие населённые пункты: на северо-западе деревня Ивановская, на северо-востоке деревни Зенкинская и Лосевская, на юге, на противоположенном берегу реки, деревня Купуринская.
Часовой пояс
Калиновская, как и вся Архангельская область, находится в часовой зоне МСК (московское время). Смещение применяемого времени относительно UTC составляет +3:00.

## Население
| 2002 | 2010 | 2012 |
| ---- | ---- | ---- |
| 59   | ↘44  | ↗46  |

## История
В «Списке населенных мест Архангельской губернии к 1905 году» деревня Калиновская(Фалина) насчитывает 31 двор, 152 мужчины и 102 женщины. В административном отношении деревня входила в состав Верхопаденгского сельского общества Верхопаденгской волости, также здесь находилась школа.
На 1 мая 1922 года в поселении 35 дворов, 65 мужчин и 118 женщин.